# Joaquín Ángel Rodríguez Castelao
Joaquín Ángel Rodríguez Castelao (Potes, Santander, 1934 - Mallorca, 28 de agosto de 2007) apodado como «Quino» o «el coralero de Alcudia», era un buzo coralero.
Tenía fama nacional e internacional en el mundo del buceo por ser un buzo extremo, alcanzando profundidades de hasta 130 metros de profundidad en la búsqueda y pesca del coral rojo, una especie de coral que se la conoce como «el oro rojo» por ser de preciado valor en el mercado. La mayoría de sus inmersiones las hacía en el Mar Mediterráneo. Durante los años 70 y 80 denunció la extracción de coral de manera impune por pescadores italianos en el Mediterráneo mediante la técnica del arrastre. Además, en el año 1967 descubrió el coral de Alborán, y diez años más tarde encontró coral entre Mallorca y Menorca y en la isla de Cabrera.
Falleció en su barco de trabajo, «Nemo», víctima de una parada cardio respiratoria mientras salía del agua y se introducía en la cámara de descompresión tras una inmersión realizada a unos 90 metros de profundidad en aguas del Canal de Menorca, 17 millas al norte del Puerto de Alcudia, en agosto de 2007.